# Fukuoka nemzetközi repülőtér
A Fukuoka nemzetközi repülőtér (IATA: FUK, ICAO: RJFF) nemzetközi repülőtér Japánban, Kjúsú szigetén, Fukuoka közelében.

## Futópályák
A repülőtér futópályái:
- 16/34 (2800 m, 60 m)

## Forgalom
Az utasforgalom az elmúlt években az alábbi módon változott:
| Utasok száma | 16 658 275 | 19 503 508 | 19 493 169 | 18 651 670 | 17 291 219 | 15 393 954 | 19 703 769 | 23 796 849 | 9 583 882 | 24 075 925 |
|              | 1996       | 1999       | 2002       | 2005       | 2008       | 2011       | 2014       | 2017       | 2020      | 2023       |